# 川井田夏海
川井田 夏海（かわいだ なつみ、1996年2月18日 - ）は、日本の女性声優。愛知県出身。インテンション所属。

## 来歴
声優業を知ったきっかけはアニメのキャラクターソングから。学生時代からアニメと演技と歌が好きだったことから、その3つともができる声優を目指すようになった。
2009年、丸美屋食品ミュージカル『アニー』に子役の一人、トゥモロー組ペパー役として出演。当時の子役共演者に宇山玲加らが居る。
2014年、一般社団法人国際声優育成協会が主催した『第二回全日本声優コンテスト「声優魂」』において、西畑嵐（現：平川嵐）とともに声優部門国内カテゴリーの優秀賞を受賞した。
声優事務所のインテンションのワークショップに通い、2017年にテレビアニメ『キラキラ☆プリキュアアラモード』で声優デビュー。同年9月15日より同事務所に所属して本格的に声優活動を開始した。
2023年公開のアニメ映画『北極百貨店のコンシェルジュさん』で映画初主演を務める。

## 人物
- 2月生まれではあるが、父親が夏とサーフィン好きということから「夏海」の命名となった[12]。
- 小さい頃から何らかの動物が常に傍にいる生活をしていたため、動物好きであり、上京してからは保護猫2匹を引き取っている[12]。
- 学生時代は愛知県知立市にあるボーカル教室に通い、2012年に「ヤマハミュージック東海 名古屋店大会」準グランプリ[13]、2013年に「第7回全日本アニソングランプリ」東京予備予選通過といった一定の実績を残している[14]。
- 飲食店でアルバイトしていたこともあり、その時の感覚が映画『北極百貨店のコンシェルジュさん』で主役を演じる際に役立ったと語る[12]。

## 出演
太字はメインキャラクター。

### テレビアニメ
2017年
- キラキラ☆プリキュアアラモード（2017年 - 2018年、女子生徒）
- 遊☆戯☆王VRAINS（オペレーター）
- Infini-T Force（女の子）

2018年
- ラーメン大好き小泉さん（女子生徒B）
- HUGっと!プリキュア（2018年 - 2019年、女性、もぐもぐ、女子生徒、女子、ちびハリ 他）
- クラシカロイド（生徒B）
- 多田くんは恋をしない（来賓者）
- PERSONA5 the Animation（女子アナ）
- ハイスコアガール（クラスメイトB）
- はたらく細胞（未熟胸腺細胞4）
- となりの吸血鬼さん（女生徒C）

2019年
- 荒野のコトブキ飛行隊（シンディ）
- ブギーポップは笑わない（女生徒）
- フルーツバスケット（2019年 - 2021年、女子生徒） - 3シリーズ
- けだまのゴンじろー（女性の声）
- 女子高生の無駄づかい（渦巻き）
- かつて神だった獣たちへ（子供A）
- あひるの空（2019年 - 2020年、船越幸）
- GRANBLUE FANTASY The Animation Season 2（メイド）

2020年
- 宝石商リチャード氏の謎鑑定（少年）
- 推しが武道館いってくれたら死ぬ（おしゃれ女子）
- 恋する小惑星（子供、JAXA ガイド、生徒）
- ぼくのとなりに暗黒破壊神がいます。（花鳥〈幼少期〉）
- 放課後ていぼう日誌（帆高夏海）
- ミュークルドリーミー（2020年 - 2021年、女子①、長谷川、学級部員①、白玉すあま） - 2シリーズ
- グレイプニル（女子生徒）
- 炎炎ノ消防隊 弐ノ章（女子生徒）
- 体操ザムライ（ちびっこB、男の子D、ジュニア女子A、スナックの客、声F 他）
- A3!（子供）
- おそ松さん（2020年 - 2021年、赤ちゃん、彼女、セレブ、芋人、女 他）
- ラブライブ!虹ヶ咲学園スクールアイドル同好会（2020年 - 2022年、浅希） - 2シリーズ
- 魔女の旅々（主婦A）
- ふしぎ駄菓子屋 銭天堂（広田由香）

2021年
- 呪術廻戦（加茂〈幼少期〉）
- ホリミヤ（女子生徒）
- ゆるキャン△ SEASON2（一宮拓人）
- 真・中華一番!（村の女）
- ダイナ荘びより（ヨガインストラクター、アナウンサー、ウェイトレス）
- ひげを剃る。そして女子高生を拾う。（結城あさみ）
- MARS RED（葉）
- ぼくたちのリメイク
- 魔法科高校の優等生（妹、三高女子、七高女子生徒）
- うらみちお兄さん（子供、大学生）
- RE-MAIN（女子マネージャー）
- 海賊王女（雪丸〈幼少〉）
- 見える子ちゃん（化け物）
- カードファイト!! ヴァンガード overDress（2021年 - 2024年、巫女、デイブレイクメンバー、生徒） - 3シリーズ
- 大正オトメ御伽話（伸由）

2022年
- 幻想三國誌 -天元霊心記-（幼い應幾）
- 薔薇王の葬列（幼いヘンリー）
- RPG不動産（ルフリア）
- 境界戦機（ヤタガラス隊員）
- 名探偵コナン（女の子）
- くノ一ツバキの胸の内（ドクダミ）
- ぼっち・ざ・ろっく!（生徒、お客さん）
- うる星やつら (2022)（2022年 - 2024年、女子、ヒトミ、子供、使用人、主婦） - 2シリーズ
- 陰の実力者になりたくて!（2022年 - 2023年、女子生徒、モブシャドウガーデン、市民）
- クールドジ男子（女子社員）
- 虫かぶり姫（パオロ）

2023年
- ジョジョの奇妙な冒険 ストーンオーシャン（子ヤギB）
- お隣の天使様にいつの間にか駄目人間にされていた件（女子生徒）
- 最強陰陽師の異世界転生記（女）
- あやかしトライアングル（女子）
- 機動戦士ガンダム 水星の魔女（シーシア）
- 贄姫と獣の王（ボラス）
- 僕の心のヤバイやつ（みく）
- Dr.STONE NEW WORLD（少女）
- THE MARGINAL SERVICE（ノア）
- 帰還者の魔法は特別です（システム音声）
- 薬屋のひとりごと（2023年 - 2025年、下女、芙蓉妃、侍女、梨花妃の侍女、水晶宮侍女） - 2シリーズ
- 絆のアリル（子供A）
- 星屑テレパス（照屋音々）
- SHY（レボゼアル）
- 聖女の魔力は万能です（貴族令嬢）
- 葬送のフリーレン（ザイン〈幼少期〉）

2024年
- 弱キャラ友崎くん 2nd STAGE（平林美由紀）
- 百千さん家のあやかし王子（百千ひまり）
- 貼りまわれ!こいぬ（生徒、園児）
- 夜のクラゲは泳げない（えみ）
- 無職転生 II 〜異世界行ったら本気だす〜（女子生徒H）
- おじゃる丸（鏡台モノノケ、モンちゃん）
- 終末トレインどこへいく?（ウライズミン、少年、女性）
- 怪異と乙女と神隠し（白井）
- 烏は主を選ばない（子どもの若宮）
- 【推しの子】（スタッフ）
- 2.5次元の誘惑（男の子）
- ATRI -My Dear Moments-（サキ）
- 神之塔 -Tower of God-（虎助〈幼少期〉） - 2シリーズ
- 歴史に残る悪女になるぞ（マリカ）
- 合コンに行ったら女がいなかった話
- さようなら竜生、こんにちは人生（エルフ①）

2025年
- BEYBLADE X（万獣プリス・プリセ）
- 青の祓魔師 終夜篇（訓練生、実験体）
- Aランクパーティを離脱した俺は、元教え子たちと迷宮深部を目指す。（シルク）
- どうせ、恋してしまうんだ。（川口メグ）
- SAKAMOTO DAYS（キャスト）
- 紫雲寺家の子供たち（女子生徒C）
- 九龍ジェネリックロマンス（女性司会者）
- TO BE HERO X（チャン・ラン）
- 光が死んだ夏（辻󠄁中佳紀〈幼少期〉）
- 帝乃三姉妹は案外、チョロい。（祭り客）
- うたごえはミルフィーユ（生徒たち）

2026年
- MAO（黄葉菜花）

### 劇場アニメ
2021年
- 劇場版 七つの大罪 光に呪われし者たち
- 竜とそばかすの姫

2023年
- アリスとテレスのまぼろし工場（市民A）
- 北極百貨店のコンシェルジュさん（秋乃）

2024年
- クラメルカガリ（ササラ）
- トラペジウム（女子生徒）
- きみの色（女子生徒達）

### OVA
- 忘却バッテリー（2020年、清峰葉流火〈7歳〉） - ジャンプスペシャルアニメフェスタ2020上映作品

### Webアニメ
- 斉木楠雄のΨ難 Ψ始動編（2019年、女子生徒B）
- テルマエ・ロマエ ノヴァエ（2022年、お姉さん）
- TIGER & BUNNY 2（2022年、ダニエル）
- スプリガン（2022年、岡部弥生）
- 七つの大罪 怨嗟のエジンバラ（2022年、メイドA）
- ポケモンコンシェルジュ（2023年）
- タコピーの原罪（2025年、まりなの友人[22]）

### ゲーム
2010年代
- ときめきアイドル（2018年、川口夏海）
- モン娘☆は〜れむ（2018年、カンナ）
- 黒騎士と白の魔王（2019年、ウェスタ）

2020年代
- ワールドフリッパー（2020年、イルミ）
- 絵師神の絆（2020年、ドラキュラ伯爵）
- ドラゴンクエストX 目覚めし五つの種族 オンライン（2021年、メリル）
- エンゲージソウルズ（2021年、ニッキー）
- ラブライブ! スクールアイドルフェスティバル ALL STARS（2022年、浅希）
- きららファンタジア（2022年、ルフリア）
- 艦隊これくしょん -艦これ-（2022年 - 2024年、鵜来、第二十二号海防艦、Langley、Salmon）
- ファイナルファンタジーVII リバース（2024年）
- 18TRIP （2024年）
- ロマンシング サガ2 リベンジオブザセブン（2024年、ファティマ、ライーザ）
- モンスターハンターワイルズ（2025年）

### ドラマCD
- 劇的奇想音盤 艶漢（2017年、みつ）

### 吹き替え

#### 映画
2017年
- ビフォア・アイ・フォール（アリー〈シンシー・ウー〉）

2018年
- ピーターラビット（ヒナ1）
- ワンダー 君は太陽（オリヴィア・“ヴィア”・プルマン〈イザベラ・ヴィドヴィッチ〉）
- シックス・バルーン

2019年
- スレンダーマン 奴を見たら、終わり
- セカンド・アクト（アリアナ〈シャリーン・イー〉）

2020年
- アナベル 死霊博物館（ジュディ・ウォーレン〈マッケナ・グレイス〉）

2021年
- ピーターラビット2/バーナバスの誘惑（サラ・ナカモト〈チカ・ヤスムラ〉）
- スペース・プレイヤーズ（ゾーシャ〈ハーパー・リー・アレクサンダー〉）
- シャザム!（ユージーン〈イアン・チェン〉、幼いビリー〈デヴィッド・コールスミス〉）※ザ・シネマ版

2022年
- ウエスト・サイド・ストーリー（メチェ〈ジャミラ・ベラスケス〉）
- クレイグリスト・キラー（メーガン〈アグネス・ブルックナー〉）

2023年
- スラムドッグス（ベラ）
- ノーティ・ナイン（ハヨン〈イモジェン・コーエン〉）
- ワイルド・スピード/ファイヤーブースト（リトルブライアン）

2024年
- 神さま聞いてる? これが私の生きる道?!（ナンシー・ウィラー〈エル・グレアム〉）
- TALK TO ME トーク・トゥ・ミー（霊女児）
- ロードハウス/孤独の街（チャーリー〈ハンナ・レイニア〉）

#### ドラマ
2017年
- ミルドレッドの魔女学校（若きエイダ）

2018年
- シグムンドとシーモンスターたち シーズン1（スコッティ〈カイル・ハリソン・ブライトコフ〉）
- ロア〜奇妙な伝説〜（グレッタ、人形）
- アレクサ&ケイティ（ケイティ・クーパー〈イザベル・メイ〉）
- ハンドメイズ・テイル/侍女の物語 シーズン2（イーデン〈シドニー・スウィーニー〉）

2020年
- トワイライト・ゾーン #1

2021年
- ドクター・デス 死を呼ぶ医者（ミシェル・シュガート〈アナソフィア・ロブ〉）
- スワッガー（クリスタル〈クヮヴェンジャネ・ウォレス〉）

2022年
- 今、私たちの学校は…（ヒス〈イ・チェウン〉）
- 二十五、二十一（パク・ハンソル）
- にわかパパと娘の夏休み（ビリー）

2025年
- フレンズ&ネイバーズ（トーリ・クーパー〈イザベル・グラヴィット〉）

#### アニメ
- スマーフ スマーフェットと秘密の大冒険（2017年、スマーフ・ジェイド[73]）
- ボス・ベイビー（2018年、女児部下[74]）※劇場公開版
- スモールフット（2018年、果物を食べる女[75]）
- グリンチ（2018年、リフトの少年[76]）
- ペット2（2019年、ピクルス[77]）
- サウスパーク（2019年、バターズ・ストッチ）※Netflix版
- 弱虫スクービーの大冒険（2020年）
- マイリトルポニー: 新しい世界（2021年、イジー・ムーンボウ）
- 整形水（2021年）
- ボス・ベイビー ファミリー・ミッション（2021年、ノー・ガール[78]）
- ミニオンズ フィーバー（2022年、サマンサ[79]）
- 万聖街（2022年）
- ヒルダの冒険（2023年、フリーダ家のニッセ）
- 怪盗グルーのミニオン超変身（2024年[80]）
- インサイド・ヘッド2（2024年[81]）

### デジタルコミック
- 営業スマイル男女（2022年、飯塚まりか[82]）

### ラジオ
※はインターネット配信。
- 放課後ていぼうラジオ（2020年、音泉※）[83]
- ONE MORNING内コーナー『TOKYO WEATHER GUIDE』火曜日担当（2019年 - 2020年、TOKYO FM）
- ラジオどっとあい	川井田夏海の盛りこぎ!!（2020年、文化放送 超A&G+※）
- 長谷川育美・川井田夏海のなんにもしたくありません（2021年 - 、YouTube※・OPENREC.tv※）[84]
- エパリダ 元教え子たちのラジオ 〜最深情報、お届けします〜（2025年、文化放送・YouTube※・超A&G+※[85][注 1] ）

### テレビドラマ
- トクサツガガガ（2019年、ティアールの声[86]）

### 特撮
- 魔進戦隊キラメイジャー（2021年、幼いガルザの声）[87]

### 舞台
- 丸美屋食品食品ミュージカル「アニー」（2009年4月25日 - 5月10日、青山劇場 / 8月20日・21日、東京エレクトロンホール宮城 / 8月28日 - 30日、愛知県芸術劇場 大ホール） - ペパー 役（東京公演はダブルキャスト）[3][5][6]
- ちりゅう芸術創造協会 第11回しみん劇「決定版 十一ぴきのネコ」（2011年10月9日、パティオ池鯉鮒） - にゃん太郎 役[88]

## ディスコグラフィ

### キャラクターソング
| 発売日   | 商品名                                                 | 歌                                                                                       | 楽曲                                                                        | 備考                                                   |        |
| 2018年   | 2018年                                                 | 2018年                                                                                   | 2018年                                                                      | 2018年                                                 | 2018年 |
| -------- | ------------------------------------------------------ | ---------------------------------------------------------------------------------------- | --------------------------------------------------------------------------- | ------------------------------------------------------ | ------ |
| 1月17日  | DREAMING-ING!!                                         | ときめきアイドル project                                                                 | 「DREAMING-ING!!」 「トキメキ☆ミライ」                                      | ゲーム『ときめきアイドル』関連曲                       |        |
| 1月17日  | DREAMING-ING!!                                         | 川口夏海（川井田夏海）                                                                   | 「DREAMING-ING!!」                                                          | ゲーム『ときめきアイドル』関連曲                       |        |
| 7月11日  | カン違いSummer Days                                    | ときめきアイドル project                                                                 | 「カン違いSummer Days」                                                     | ゲーム『ときめきアイドル』関連曲                       |        |
| 7月11日  | カン違いSummer Days                                    | ときめきアイドル project                                                                 | 「SUN2 SUMMER STEP!」                                                       | ゲーム『ときめきアイドル』関連曲                       |        |
| 9月5日   | ときめきアイドル Song Collection                       | ときめきアイドル project                                                                 | 「トキメキ☆ミライ」 「カン違いSummer Days」 「DREAMING-ING!!」              | ゲーム『ときめきアイドル』関連曲                       |        |
| 9月5日   | ときめきアイドル Song Collection                       | ときめきアイドル project                                                                 | 「ハルイチバン」                                                            | ゲーム『ときめきアイドル』関連曲                       |        |
| 9月5日   | ときめきアイドル Song Collection                       | ときめきアイドル project "Rhythmixxx"                                                    | 「恋のパズルマジック」                                                      | ゲーム『ときめきアイドル』関連曲                       |        |
| 9月5日   | ときめきアイドル Song Collection                       | ときめきアイドル project                                                                 | 「SUN2 SUMMER STEP!」                                                       | ゲーム『ときめきアイドル』関連曲                       |        |
| 9月5日   | ときめきアイドル Song Collection                       | 川口夏海（川井田夏海）                                                                   | 「カン違いSummer Days」                                                     | ゲーム『ときめきアイドル』関連曲                       |        |
| 12月12日 | Smiling Passion                                        | 結城秋葉（日岡なつみ）、川口夏海（川井田夏海）、伊澄いずみ（藤川茜）                     | 「Smiling Passion」                                                         | ゲーム『ときめきアイドル』関連曲                       |        |
| 2019年   |                                                        |                                                                                          |                                                                             |                                                        |        |
| 2月27日  | トクサツガガガ オリジナル・サウンドトラック            | ラブキュート（川井田夏海）                                                               | 「ハートにショット！ MAXパワー！」                                          | テレビドラマ『トクサツガガガ』劇中歌                   |        |
| 3月13日  | Believers-ING!!                                        | ときめきアイドル project "Rhythmixxx"                                                    | 「Believers-ING!!」                                                         | ゲーム『ときめきアイドル』関連曲                       |        |
| 6月12日  | 絆 -resonance-                                         | ときめきアイドル project "Rhythmixxx"                                                    | 「トキメキ☆ミライ（Rhythmixxx Ver.）」                                      | ゲーム『ときめきアイドル』関連曲                       |        |
| 12月11日 | Joyful Days!                                           | 川口夏海（川井田夏海）                                                                   | 「勇気の神様」                                                              | ゲーム『ときめきアイドル』関連曲                       |        |
| 2020年   |                                                        |                                                                                          |                                                                             |                                                        |        |
| 7月22日  | SEA HORIZON/釣りの世界へ                               | 海野高校ていぼう部                                                                       | 「SEA HORIZON」                                                             | テレビアニメ『放課後ていぼう日誌』オープニングテーマ   |        |
| 7月22日  | SEA HORIZON/釣りの世界へ                               | 海野高校ていぼう部                                                                       | 「釣りの世界へ」                                                            | テレビアニメ『放課後ていぼう日誌』エンディングテーマ   |        |
| 9月23日  | 放課後ていぼう日誌 サウンドコレクション                | 帆高夏海（川井田夏海）                                                                   | 「ラン&ガン！」                                                             | テレビアニメ『放課後ていぼう日誌』関連曲               |        |
| 2022年   |                                                        |                                                                                          |                                                                             |                                                        |        |
| 4月27日  | アニメ『RPG不動産』オープニングテーマ「Make Up Life!」 | 風色琴音（井上ほの花）、ファー（木野日菜）、ルフリア（川井田夏海）、ラキラ（石見舞菜香） | 「Make Up Life!」                                                           | テレビアニメ『RPG不動産』オープニングテーマ            |        |
| 4月27日  | アニメ『RPG不動産』オープニングテーマ「Make Up Life!」 | ルフリア（川井田夏海）                                                                   | 「Make Up Life!」                                                           | テレビアニメ『RPG不動産』関連曲                        |        |
| 7月6日   | くノ一ツバキの胸の内 あかね組音楽集                    | ドクダミ（川井田夏海）、アオギリ（小市眞琴）、シャクヤク（土屋李央）                     | 「あかね組活動日誌 ～亥班～」                                               | テレビアニメ『くノ一ツバキの胸の内』エンディングテーマ |        |
| 7月6日   | くノ一ツバキの胸の内 あかね組音楽集                    | あかね組ねうしとらうたつみうまひつじさるとりいぬい                                       | 「あかね組活動日誌 ～ねうしとらうたつみうまひつじさるとりいぬい大集合！～」 | テレビアニメ『くノ一ツバキの胸の内』エンディングテーマ |        |